# Frumușica-Veche, Cetatea Albă
Frumușica-Veche (în ucraineană Старосілля, transliterat: Starosillea) este un sat în comuna Păuleni din raionul Cetatea Albă, regiunea Odesa, Ucraina.

## Demografie
Componența lingvistică a localității Frumușica-Veche
     Română (96,94%)
     Rusă (1,53%)
     Alte limbi (1,47%)
Conform recensământului din 2001, majoritatea populației localității Frumușica-Veche era vorbitoare de română (96,94%), existând în minoritate și vorbitori de rusă (1,53%).